# Чернявка (Октябрьский район)
Чернявка (бел. Чарняўка) — деревня в Любанском сельсовете Октябрьского района Гомельской области Белоруссии.
На западе граничит с лесом.

## География

### Расположение
В 26 км на восток от Октябрьского, 30 км от железнодорожной станции Рабкор (на ветке Бобруйск — Рабкор от линии Осиповичи — Жлобин), 252 км от Гомеля.

## Гидрография
На севере и востоке мелиоративные каналы.

## Транспортная сеть
Транспортные связи по просёлочной, затем автомобильной дороге Октябрьский — Озаричи. Планировка состоит из короткой, прямолинейной широтной улицы, застроенной деревянными усадьбами.

## История
По письменным источникам известна с XIX века как хутор в Чернинской волости Бобруйского уезда Минской губернии. В 1929 году жители вступили в колхоз. Во время Великой Отечественной войны немецкие оккупанты в апреле 1942 года полностью сожгли деревню и убили 27 жителей. 7 жителей погибли на фронте. Согласно переписи 1959 года в составе колхоза «1 Мая» (центр — деревня Гороховищи).

## Население

### Численность
- 2004 год — 18 хозяйств, 29 жителей.

### Динамика
- 1897 год — 9 дворов, 31 житель (согласно переписи).
- 1925 год — 23 двора.
- 1940 год — 81 житель.
- 1959 год — 93 жителя (согласно переписи).
- 2004 год — 18 хозяйств, 29 жителей.